# Oedicladium pseudorufescens
Oedicladium pseudorufescens là một loài Rêu trong họ Myuriaceae. Loài này được (Hampe) B.C. Tan & Mohamed miêu tả khoa học đầu tiên năm 1988.